# Joanna Elżbieta Bichier des Ages
Jeanne-Elisabeth Bichier des Ages FDLC (ur. 5 lipca 1773 w Le Blanc, zm. 26 sierpnia 1838 w La Puye) – francuska święta Kościoła katolickiego.

## Życiorys
Urodziła się w szlacheckiej rodzinie i była córką dziedzica Ages Anthony'ego Bichier i Marii Augier de Moussac. W czasie rewolucji francuskiej straciła ojca. W 1798 roku poznała Andrzeja Fournet. Razem z nim w 1807 roku założyła zgromadzenie Sióstr Krzyża (Filles de la Croix).
W 1815 roku Joanna zachorowała i musiała poddać się operacji, która spowodowała, że została niepełnosprawna. Kalectwo znosiła z godnością i nie zaprzestała posługi w zakonie. Uznała to bowiem za wolę Bożą i czas poświęcała na rozważanie tajemnicy Męki Pańskiej i Eucharystii. Zmarła, w opinii świętości, 26 sierpnia 1838 roku mając 65 lat.
Została beatyfikowana przez papieża Piusa XI w dniu 13 maja 1934 roku, a kanonizowana przez papieża Piusa XII w dniu 6 lipca 1947 roku.